# Street King
SK Energy (попередня назва: Street King) — ароматизований енергетичний напій, створений американським репером 50 Cent та Pure Growth Partners.
Для запуску продукту виконавець об'єднав зусилля із засновником і генеральним директором Pure Growth Partners, Крісом Кларком. Завдяки співпраці з Всесвітньою продовольчою програмою ООН 10 центів з кожної придбаної пляшечки йдуть на їжу для африканських дітей. У Нью-Йорку його виробляє та розповсюджує Street King LLC.
Напій продають у 74-міліметрових стопках, що містять кофеїн як в 1 філіжанці кави.

## Благодійність
У вересні 2011 50 Cent публічно заявив про намір пожертвувати 1 мільярд обідів для Всесвітньої продовольчої програми впродовж 5 років. Якщо він досягне цієї мети, то стане 20-им найбільшим дарувальником організації. У період між вереснем 2011-січнем 2012 репер пожертвував 3,5 млн обідів.

## Маркетинг
Улітку 2012 Street King перейменували на SK Energy. Напій рекламували широко використовуючи соціальні медіа (відео з Pauly D, Джоан Ріверс). Бренд є спонсором Веса Велкера з Денвер Бронкос і Дж.Р. Сміта з Нью-Йорк Нікс.